# La era del capitalismo de vigilancia
La era del capitalismo de vigilancia: la lucha por un futuro humano en la nueva frontera del poder es un libro de no-ficción de 2019 de Shoshana Zuboff que analiza el desarrollo de empresas digitales como Google y Amazon, y sugiere que sus modelos de negocio representan una nueva forma de acumulación capitalista que ella llama " capitalismo de vigilancia".  
Mientras que el capitalismo industrial explotaba y controlaba la naturaleza con consecuencias devastadoras, el capitalismo de la vigilancia explota y controla la naturaleza humana con un orden totalitario como punto final del desarrollo. 

## Premisa
Zuboff afirma que el capitalismo de vigilancia «reclama unilateralmente la experiencia humana como materia prima gratuita para traducirla en datos de comportamiento [que] se declaran como un excedente de comportamiento patentado, se introducen en procesos de fabricación avanzados conocidos como “inteligencia de máquina” y se fabrican en productos de predicción que anticipan lo que usted hará ahora, pronto y después». Sostiene que estos nuevos productos capitalistas «se negocian en un nuevo tipo de mercado que yo llamo mercados de futuros conductuales». 
En una sociedad capitalista, la información, como los gustos y aversiones de un usuario recopilada al acceder a una plataforma como Facebook, o de cualquier otro tipo de sensor que sirva de punto de contacto en Internet para el flujo de datos, es información que puede ser utilizada por esa empresa para mejorar la experiencia de un usuario suministrándole información que los datos obtenidos de su actividad anterior habrían mostrado que le interesaba. También puede inferir muchas cosas sobre el individuo que van mucho más allá de las condiciones de uso. Esto puede hacerse de muchas maneras mediante el uso de un algoritmo que analiza la información. El peligro del capitalismo de la vigilancia es que las plataformas y las empresas tecnológicas reclaman la propiedad de la información privada porque les resulta gratuito acceder a ella, reivindicando la experiencia privada como «materia prima» para las fábricas de datos. 
Hay muy poca supervisión o leyes reales por parte de los gobiernos y los propios usuarios. Por este motivo, ha habido reacciones en contra del uso que estas empresas han hecho de la información recopilada. Por ejemplo, Google, considerado "el pionero del capitalismo de vigilancia"  introdujo una función que utilizaba "modelos comerciales". …descubierto por personas en un tiempo y lugar determinado”.  Esto significa que no sólo los comerciales se dirigen específicamente a usted a través de su teléfono, sino que ahora funcionan de la mano con su entorno y sus hábitos, como ver un anuncio de un bar local mientras camina por el centro por la noche. Los intentos publicitarios de esta manera tan técnica y específica pueden fácilmente tener un impacto en el proceso de toma de decisiones de las personas en las actividades que eligen y en las decisiones políticas. Así, la idea de que estas empresas aparentemente no son controladas, aunque tienen el poder de observar y controlar el pensamiento, es una de las muchas razones por las que las empresas tecnológicas como Google están bajo tanto control y críticas.
Además, escribe Zuboff, la libertad que se concede a las empresas tecnológicas proviene de la idea de que "el capitalismo de vigilancia no abandona las 'leyes' capitalistas establecidas, como la producción competitiva, la maximización de ganancias, la productividad y el crecimiento",  ya que son principios en los que cualquier empresa en una sociedad capitalista debería aspirar a sobresalir para ser competitiva. 
Zuboff afirma en un artículo que "la nueva acumulación lógica … introduce sus propias leyes de movimiento”.  En otras palabras, se trata de un fenómeno nuevo en las operaciones capitalistas que debe ser tratado como tal e inculcarse de sus propias restricciones y limitaciones específicas. Por último, por muy invasivas que hayan sido las plataformas en términos de acumulación de información, también han dado lugar a lo que ahora se denomina una " economía colaborativa ", Van Dijck (2018)  en la que la información digital puede ser obtenida por individuos que llevan a cabo su propio capitalismo de vigilancia con la ayuda de las propias plataformas. De este modo, “los individuos pueden beneficiarse enormemente de esta transformación porque les permite hacer negocios”, afirma Van Dijck (2018).  Las pequeñas empresas también se beneficiarán al tener la posibilidad de crecer más rápido de lo que lo hubieran hecho sin conocer las demandas y deseos de los consumidores, pero necesitarían pagar a las corporaciones para tener acceso al conocimiento. Esto deja al capitalismo de vigilancia como una herramienta excepcionalmente útil para las empresas, pero también como una invasión de la privacidad para los usuarios que no quieren que su experiencia privada sea propiedad de una empresa.

## Recepción
El Financial Times calificó el libro como una "obra maestra de pensamiento e investigación originales".  The New Yorker incluyó La era del capitalismo de la vigilancia como uno de sus mejores libros de no-ficción de 2019.  El expresidente estadounidense Barack Obama también lo incluyó entre sus libros favoritos de 2019, un hecho que el investigador de periodismo Avi Ascher-Shapiro consideró digno de mención, dado que el libro critica la puerta giratoria de personal entre Google y su administración, así como sus campañas presidenciales que emplean datos de vigilancia para dirigirse a los votantes.  
Sam DiBella, que escribe para el blog de la LSE, criticó el libro, pues considera que su enfoque podría "inspirar parálisis en lugar de praxis a la hora de forjar una acción colectiva para contrarrestar la vigilancia corporativa sistemática". 